# فضائل الأعمال (الكاندهلوي)
فضائل الأعمال كتاب باللغة الأردية من تأليف محمد زكريا الكاندهلوي (ت. 1402 هـ)، عرف وطبع أولا بعنوان تبليغي نصاب (نصاب التبليغ).

## تعريف
الكتاب كما يوحي اسمه عبارة عن أبواب منوعة في فضائل الأعمال، كتبها مؤلفها لتكون مرجعا لجماعة التبليغ، ويعتبر هذا الكتاب من أهم الكتب عند هذه الجماعة وفي الحركة الديوبندية عموما، حتى قيل إنهم «يعظمونه كما يعظم أهل السنة الصحيحين وغيرهما من كتب الحديث».
وفي شهرة الكتاب قال أبو الحسن الندوي: «إن كتب الفضائل حسب علمي تعتبر أكثر الكتب انتشاراً، قراءة ومطالعة، بعد كتاب الله القرآن الكريم بين المسلمين، على مستوى العالم أكمله».

## الخلفية
بعد تأسيس جماعة التبليغ، كان "أشرف علي ثنوي" يوفر كتبًا معينة كجزء من منهج التبليغ. على سبيل المثال، تم تضمين كتب مثل بهشتي زوار لدراسة الطلاب وتعليمهم. إلا أن إلياس الكندهلاوي رغب في تقديم منهج ثابت والكتابة كتاب دائم خاص بطلبة الجماعة. ولهذا الغرض، كلف ابن أخيه زكريا الكاندهلوي بتأليف كتاب يمكن إدراجه في المنهج كمرجع معياري. وبالتالي، كتب زكريا الكاندهلوي كتبًا عن فضائل الصلاة، وفضائل الذكر، وفضائل التبليغ، وفضائل الصدقة. وفيما بعد، وبناء على طلب ابن عمه "يوسف الكندهلوي"، قام أيضًا بتأليف كتاب في فضائل الحج. وبعد ذلك، وبناء على تعليمات معلمه الروحي "عبد القادر الريبورى"، قام بجمع المقالات المكتوبة سابقا مثل قصة الصحابة وغيرها. وبأمر من الشاه ياسين ناجيناوي، تلميذ "رشيد أحمد كنجوهي"، حيث قام بدمج المقالات المكتوبة سابقًا حول فضائل القرآن وفضائل الدرود.  وفي عام 1955 تقريبًا، نُشرت مجموعة من هذه المؤلفات في مجلدين تحت عنوان "التبليغ نصاب". نُشرت نسخة في مجلد واحد عام 1958، واشتهرت أيضًا باسم فضائل الأعمال.

## المنهجية
وهذا الكتاب يتحدث عن فضائل الأعمال حيث يبدأ كل فصل بذكر الآيات القرآنية ذات الصلة، ثم يليه شرح وترجمة تفصيلية لتلك الآيات.  ثم يتضمن الفصل مناقشات تتعلق بـ الموضوع، ومع ذكر الأحاديث ذات الصلة مع شرحها التفصيلي. وبعد شرح الأحاديث يتضمن أقوال الصحابة، وأقوال العلماء، وعجائب أحداثهم. وبشكل عام فإن منهج المؤلف في كتابة أبواب الفضائل هو كما يلي: في بعض الأحيان يقدم ذكر الأحاديث قبل الآيات القرآنية. حيث يمكن رؤية أمثلة على ذلك في فضائل نماز وفضائل القرآن وفضائل رمضان. وفي بعض الأحيان، يُدرج أيضًا أقوال العلماء كمقدمة للأحاديث الصحيحة، وكما هو مذكور في فضائل الصلاة. وبدلا من ذلك، يتم ذكر بعض الفوائد المتعلقة بالأحاديث. وتستخدم الأحاديث كأدلة لموضوع الفصل. وفي بعض الأحيان، يُذكر نص الحديث باللغة العربية أو الأردية، ولكن لا تُذكر الأحكام المرتبطة بدرجة صحة الحديث.

## الإصدار
تتضمن بعض الطبعات الأردية الجديدة أيضًا انحطاط المسلمين وعلاجه الوحيد (1939) (Musalmanoṉ kī maujūdah Pastī kā waḥid 'ilāj') وبقلم احتشام حسن كاندلاوي. الإصدارات الإنجليزية حيث تتضمن كتابات مثل "ستة أساسيات" (ترجمة لـعاشق إلهي بولاندشهري "ست نقاط")، و"دعوة للمسلمين" (ترجمة لخطاب عام 1944) بقلم إلياس قندهلاوي، وانحطاط المسلمين وعلاجه الوحيد (1939) (ترجمة احتشام حسن قندهلاوي "Musalmānoṉ kī maujūdah pastī kā wāḥid ‘ilāj"). وبعض طبعات فضائل الأعمال لا تحتوي على فضائل الدرود لزكريا (1965) لأنها آخر رسالة في سلسلة فضائل التي تم نشرها بعد نشر نصاب التبليغ الرئيسي.

## نقد
لبعض العلماء مآخذ على الكتاب، خصوصا كثرة الأحاديث الضعيفة فيه. ويقول شمس الدين الأفغاني بأن الكتاب «ملئ بالخرافات القبورية الصوفية».